# Ново Село Окићко
Ново Село Окићко (хрв. Novo Selo Okićko) је насељено место у саставу општине Клинча Села, Загребачка жупанија, Хрватска.

## Историја
До територијалне реорганизације у Хрватској било је у саставу старе општине Јастребарско.

## Становништво
У попису становништва из 2011. године, Ново Село Окићко је имало 110 становника.
| Број становника према пописима | Број становника према пописима | Број становника према пописима | Број становника према пописима | Број становника према пописима | Број становника према пописима | Број становника према пописима | Број становника према пописима | Број становника према пописима | Број становника према пописима | Број становника према пописима | Број становника према пописима | Број становника према пописима | Број становника према пописима | Број становника према пописима | Број становника према пописима |
| ------------------------------ | ------------------------------ | ------------------------------ | ------------------------------ | ------------------------------ | ------------------------------ | ------------------------------ | ------------------------------ | ------------------------------ | ------------------------------ | ------------------------------ | ------------------------------ | ------------------------------ | ------------------------------ | ------------------------------ | ------------------------------ |
| 1857                           | 1869                           | 1880                           | 1890                           | 1900                           | 1910                           | 1921                           | 1931                           | 1948                           | 1953                           | 1961                           | 1971                           | 1981                           | 1991                           | 2001                           | 2011                           |
| 104                            | 112                            | 130                            | 158                            | 158                            | 159                            | 137                            | 188                            | 168                            | 179                            | 182                            | 176                            | 155                            | 149                            | 121                            | 110                            |

Напомена: Исказује се као насеље од 1910. До 1948. исказивано под именом Света Марија Окићка. Од 1857. до 1948. садржи податке за некадашње насеље Попов Дол.